# Copa Gran Bretaña 1950
En 1950 se efectuó la vigésimo segunda edición de los torneos de Copa del fútbol costarricense (sexta edición de la Copa Gran Bretaña), organizada por la Federación Costarricense de Fútbol. En esta edición la modalidad de partidos en el Estadio Nacional fue de muertes súbitas con los nueve clubes de la división de honor: La Libertad, Herediano, Alajuelense, Cartaginés, Orion FC, Universidad de Costa Rica, Uruguay de Coronado, Sociedad Gimnástica Española y Saprissa.
El Deportivo Saprissa con la dirección técnica de José Joaquín García, se proclamó monarca del certamen de manera invicta, logrando su primer título de copa, así como su primer campeonato oficial de primera división.
El Deportivo Saprissa derrotó a la Universidad 4-3, a La Libertad 4-0, a Alajuelense 3-0 y en la final al Herediano 3-1 (con goles de Manuel Rodríguez, Olman Ramírez y Álvaro Murillo).

## Octavos de final
| 30 de julio de 1950 | Alajuelense1 | 1:2 | La Libertad | Estadio Nacional, San José |  |

| 30 de julio de 1950 | Universidad de Costa Rica | 3:4 | Saprissa | Estadio Nacional, San José |  |

| 6 de agosto de 1950 | Herediano | 5:1 | Uruguay de Coronado | Estadio Nacional, San José |  |

| 6 de agosto de 1950 | Sociedad Gimnástica Española | 5:4 | Cartaginés | Estadio Nacional, San José |  |

| 13 de agosto de 1950 | Orión FC | 0:7 | Alajuelense | Estadio Nacional, San José |  |

1. Alajuelense califica como mejor perdedor para jugar frente al Orión.

## Cuartos de final
| 13 de agosto de 1950 | La Libertad | 0:4 | Saprissa | Estadio Nacional, San José |  |

## Semifinales
| 20 de agosto de 1950 | Herediano | 2:2 (3:0 p.) | Sociedad Gimnástica Española | Estadio Nacional, San José |  |

| 20 de agosto de 1950 | Saprissa                         | 3:0 | Alajuelense | Estadio Nacional, San José |  |
|                      | Álvaro Murillo Rodolfo Herrera 2 |     |             |                            |  |

## Final
| 27 de agosto de 1950 | Saprissa                                      | 3:1 | Herediano       | Estadio Nacional, San José          |                                     |
|                      | Manuel Rodríguez Olman Ramírez Álvaro Murillo |     | Rodrigo Carmona | Árbitro(s): Willy Jones Julio Güell | Árbitro(s): Willy Jones Julio Güell |

| Deportivo Saprissa |
| 1° título          |

| Predecesor: Torneo de Copa 1949 | Torneo de Copa de Costa Rica 1950 | Sucesor: Torneo de Copa 1954 |